# Tianqi
Tianqi (ur. 23 grudnia 1605, zm. 30 września 1627) – piętnasty cesarz Chin z dynastii Ming.
Był synem cesarza Taichanga. Na tron wstąpił po śmierci ojca w 1620. Po śmierci Tianqi następcą został jego młodszy brat Chongzhen.